# Južnoegejski vulkanski lok
Južnoegejski vulkanski lok je vulkanski lok v južnem Egejskem morju, ki ga je oblikovala tektonika plošč. Predhodni vzrok je bila subdukcija Afriške plošče pod Evrazijsko, ki je dvignila Egejski lok čez današnje severno Egejsko morje. V holocenu se je začel proces raztezanja zadnjega loka, ki ga je verjetno spodbudil pritisk Arabske plošče, ki je stisnila območje za lokom. Razširitev je deformirala regijo v trenutno konfiguracijo. Najprej se je lok premaknil proti jugu in prevzel svojo ločno konfiguracijo. Drugič, Egejsko morje se je odprlo za lokom, ker je bila skorja tam stanjšana in oslabljena. Tretjič, magma je prebila stanjšano skorjo in oblikovala drugi lok, sestavljen iz vulkanske verige. In končno se je plošča Egejskega morja odcepila od Evrazije v novem prelomnem območju na severu.
Podaljševanje še poteka. Sedanji južni Egej je eno najhitreje deformiranih območij himalajsko-alpskega gorskega pasu. Dolg je približno 450 km in širok od 20 do 40 km, poteka pa od Korintske ožine na grški celini do polotoka Bodrum na turški celini.

## Vulkani loka
Aktivni del južnoegejskega vulkanskega loka obsega številne mirujoče in zgodovinsko aktivne vulkane, vključno z vulkani Sousaki, Aegina, Methana, Milos, Santorini in Kolumbo, Kos, Nisiros in Jali ter Akjarlar. Od teh so samo Santorini, Kolumbo in Nisiros izbruhnili ali vsaj izkazovali kakršnokoli pomembnejšo aktivnost v zadnjih 100 letih.
Eden najvidnejših vulkanskih izbruhov na tem loku se je zgodil na otoku Santorini v 2. tisočletju pred našim štetjem; med katastrofalnim vulkanskim izbruhom Santorinija je bilo bronastodobno mesto Akrotiri uničeno, pri čemer so se arheološki ostanki dobro ohranili pod vulkanskim pepelom.